# Mareike König

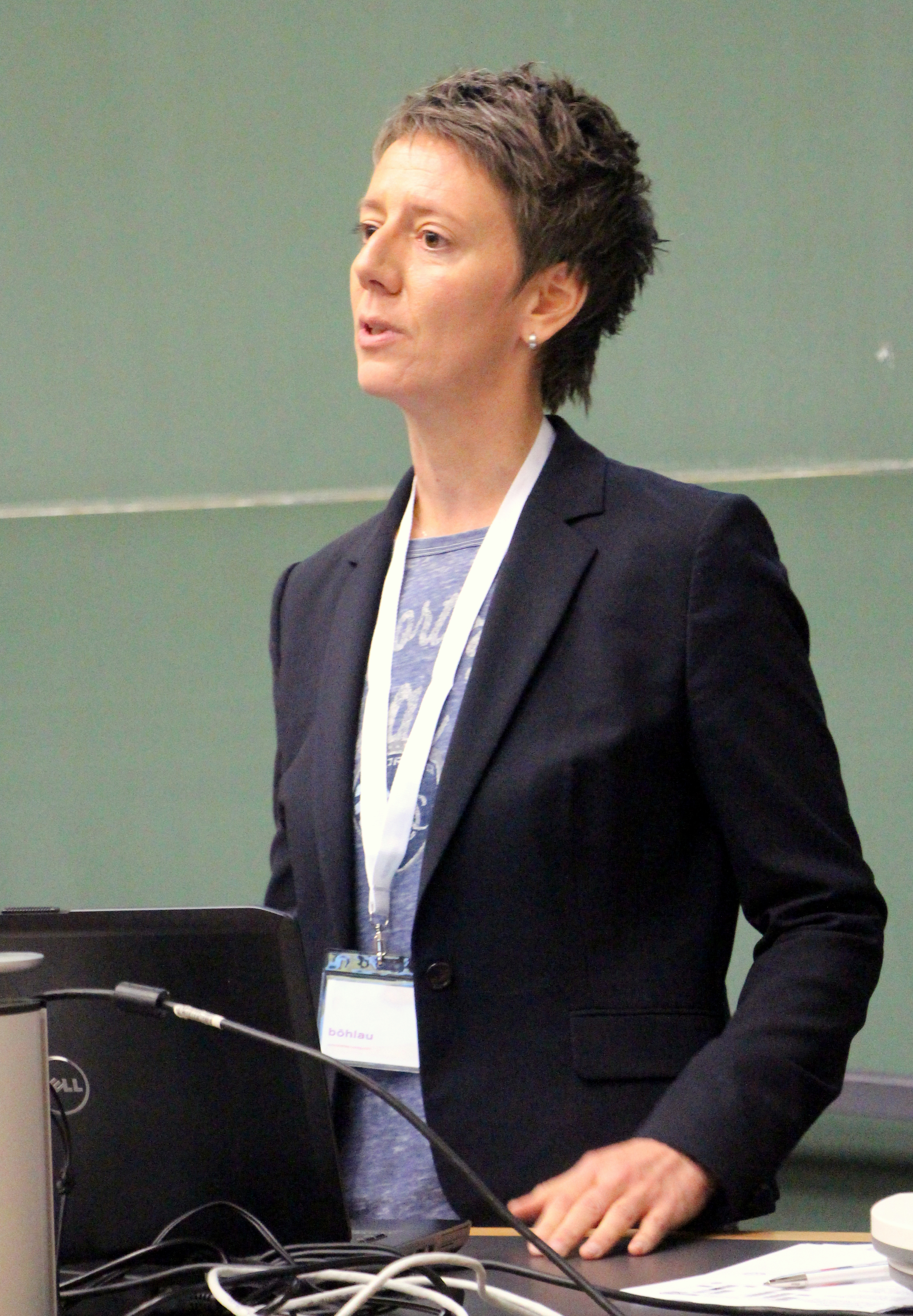
Mareike König auf dem Historikertag 2014 in Göttingen

Mareike König (* 1970) ist stellvertretende Direktorin des Deutschen Historischen Instituts Paris (DHIP). Sie übt dieses Amt als erste Frau aus. Seit 2015 ist sie Leiterin der Abteilung Digitale Geschichtswissenschaften sowie seit 2006 Leiterin der Bibliothek.

## Leben und Wirken
König studierte von 1990 bis 1996 Geschichte, Germanistik und Politische Wissenschaften in Hamburg und Paris, 1992/93 als Erasmus-Stipendiatin. Nach einem einjährigen Forschungsaufenthalt als Stipendiantin des DHIP in Paris schloss sie von 1997 bis 1999 eine Tätigkeit als wissenschaftliche Mitarbeiterin am Jean Monnet-Lehrstuhl für Europäische Integrationsgeschichte an der Universität Rostock an. 1999 wurde sie an der Universität Rostock bei Wolf D. Gruner zum Thema »Deutschlandperzeption und Europadebatte in Le Monde und Le Figaro 1950–1954« promoviert. Seit 2001 ist sie wissenschaftliche Mitarbeiterin am Deutschen Historischen Institut Paris.
Von 2003 bis 2006 hatte sie einen Lehrauftrag an der École pratique des hautes études (Paris). Von März bis Juni 2015 war sie Gastprofessorin für Digital Humanities an der Universität Wien.
Seit 2014 ist Mareike König Mitglied der Arbeitsgruppe »Digitale Geschichtswissenschaft« im Verband der Historiker und Historikerinnen Deutschlands (VHD) und von 2016 bis 2021 war sie deren Sprecherin.
Mareike König ist Mitglied des Wissenschaftlichen Beirats der Bibliothèque nationale et universitaire de Strasbourg, des Universitätsarchivs Heidelberg, des Projekts Neue Gallia Germania Judaica sowie kooptiertes Vorstandsmitglied des Verbands »DHd – Digital Humanities im deutschsprachigen Raum«. Sie ist Redaktionskomitee der »Revue d’histoire du XIXe siècle« und Mitglied im Verein Deutscher Bibliothekare. Seit 2012 leitet sie den deutschsprachigen Bereich des Blogportals für die Geistes- und Sozialwissenschaften hypotheses.org.
Mareike König ist Fachgutachterin der Deutschen Forschungsgemeinschaft und des Schweizer Nationalfonds.

## Publikationen (Auswahl)
- Bibliotheken deutscher Einwanderer in Paris 1850–1914. Benutzer und Bestände. (= Berliner Handreichungen zur Bibliotheks- und Informationswissenschaft, Heft 205), Institut für Bibliotheks- und Informationswissenschaften, Berlin 2007. ISBN 978-3-8100-2704-7
- Deutschlandperzeption und Europadebatte in Le Monde und Le Figaro 1950–1954. (= Frankreich-Studien, Band 3), Leske und Budrich, Opladen 2000, ISBN 3-8100-2704-9.
- mit Élise Julien: Verfeindung und Verflechtung. Deutschland und Frankreich 1870–1918. (= WBG Deutsch-französische Geschichte 7), Wissenschaftliche Buchgesellschaft, Darmstadt 2019, ISBN 978-3-534-14705-2.
- mit Cord Arendes, Karoline Döring, Claudia Kemper, Thorsten Logge, Angela Siebold, Nina Verheyen: Geschichtswissenschaft im 21. Jahrhundert. Interventionen zu aktuellen Debatten. De Gruyter Oldenbourg, Berlin 2020, ISBN 978-3-11-068885-6.